# 菲利普·克勒费尔
菲利普·克勒费尔（Philipp Kleffel，1887年12月9日—1964年10月10日）是第二次世界大战期间的纳粹德国将军，指挥过多个军团。他曾獲頒騎士鐵十字勳章。
克勒费尔曾在荷兰担任第25集团军的末任司令官，任期只有10天，该部队于1945年4月7日被改编为“尼德兰总指挥部”（Oberbefehlshaber Niederlande），在大将約翰內斯·布拉斯科維茨麾下守卫荷兰要塞，並出任約翰內斯·布拉斯科維茨的參謀官。5月6日，布拉斯科维茨率领包括克勒费尔在內的尼德兰总指挥部在瓦赫寧恩向加拿大陆军第1军投降，荷兰的战事就此结束。 